# Plaza de la Revolución de las Rosas

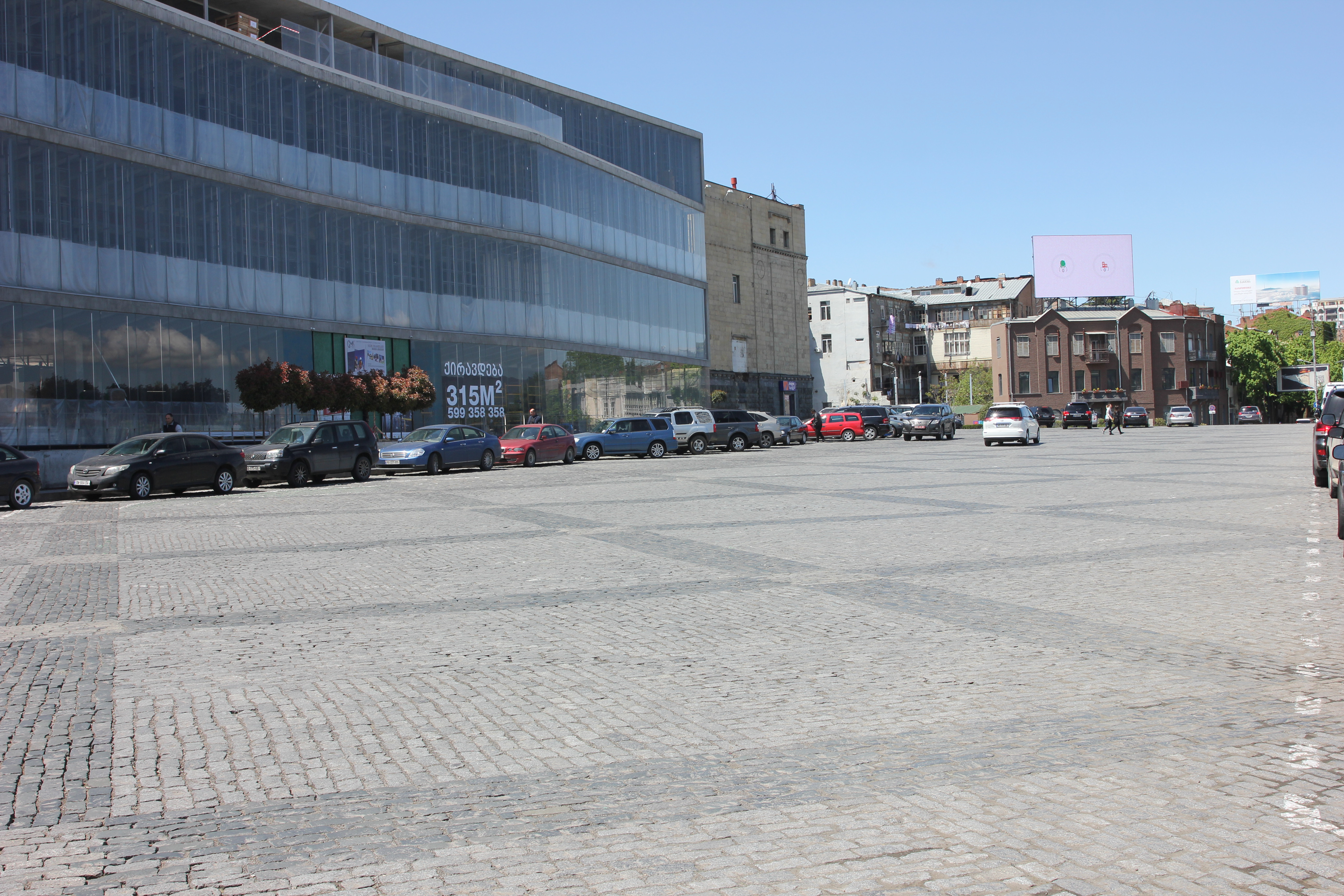
Plaza de la Revolución de las Rosas

La Plaza de la Revolución de las Rosas (en georgiano: ვარდების რევოლუციის მოედანი: ვარდების რევოლუციის მოედანი) es una plaza en el distrito de Vera en Tbilisi, capital de Georgia, en el extremo occidental de la Avenida Rustaveli. La plaza fue construida en 1983 y nombrada Plaza de la República. En 2005 fue rebautizada como Plaza de la Revolución de las Rosas, conocida también como Plaza de la Rosas, en homenaje a la Revolución de las Rosas.